# 馬丁縣 (明尼蘇達州)
馬丁縣（英語：Martin County）是美國明尼蘇達州南部的一個縣，南鄰愛阿華州。面積1,890平方公里。根據美國2000年人口普查，共有人口20,840人。縣治費爾蒙特。
成立於1857年5月23日。縣名來源有兩個說法：一為紀念當地的地主、來自康乃狄克州的亨利·馬丁；另一說為紀念提出建州的威斯康辛準州國會代表摩根·劉易斯·馬丁（Morgan Lewis Martin）。